# 일어서는 거야
《일어서는 거야》(立ち上がリーヨ)는 2008년 11월 26일 발매된 T-Pistonz의 2번째 싱글이다. 공급 업체는 킹 레코드이다.

## 트랙리스트
1. 일어서는 거야(立ち上がリーヨ)
  - 이나즈마 일레븐의 1기 오프닝 주제가이다.
2. そばにおリーヨ
3. 일어서는 거야(立ち上がリーヨ) (Instrumental)
4. そばにおリーヨ (Instrumental)